# Thomas William Rhys Davids
Thomas William Rhys Davids (* 12. Mai 1843 in Colchester, Essex, England; † 27. Dezember 1922 in Chipstead, Surrey, England) war ein britischer Pali-Forscher.

## Leben

T. W. Rhys Davids

Er war Gründer der Pali Text Society in London, einem Verein zur wissenschaftlichen Edition und Übersetzung von Texten des buddhistischen Pali-Kanon. Der Verein war die erste Organisation, die diesen Kanon in großem Maßstab transkribiert und übersetzt hat.
Rhys Davis war Ehrenmitglied der zwischen 1909 und 1913 bestehenden Deutschen Pali-Gesellschaft. Er wurde Herausgeber und Mitübersetzer der Sacred Books of the Buddhists. 1905 wurde er zum Mitglied der British Academy gewählt.

## Schriften (Auswahl)
- Buddhist India. London 1903
- The Sects of the Buddhists. In: The Journal of the Royal Asiatic Society, 1891, S. 409–422
- Asoka and the Buddha-relics. In: Journal of the Royal Asiatic Society, 1901, S. 397–410

### Gedruckte Texte
- mit Victoria Charles: 1000 Buddhas, Redaktion der deutschen Ausgabe: Klaus H. Carl. Parkstone International, New York NY 2009, ISBN 978-1-84484-665-8.
- Übersetzung aus dem Pali ins Englische, Originaltitel: Tripitaka.
  - Auszüge: Buddhist Suttas, reprint. Motilal Banarsidass, Delhi / Varanasi / Patna 1968.
- Übersetzung ins Englische zusammen mit Hermann Oldenberg, Originaltitel: Vinaya-Pitaka
  - Vinaya Texts, reprint. Motilal Banarsidass, Delhi / Varanasi / Patna.
- Buddhist India London 1903
  - Reprint basierend auf dem letzten englischen Reprint von 1917: Motilal Banarsidass, Delhi / Varanasi / Patna / Bangalore / Madras 1987, ISBN 81-208-0425-2, Paperback.
- Der Buddhismus. Eine Darstellung von dem Leben und den Lehren Gautamas, des Buddhas, nach der 17. Auflage ins Deutsche übertragen von Arthur Tfungst. Reclams Universal-Bibliothek, Nr. 3941–3942a, Leipzig 1919